# Heldenplein (Boedapest)

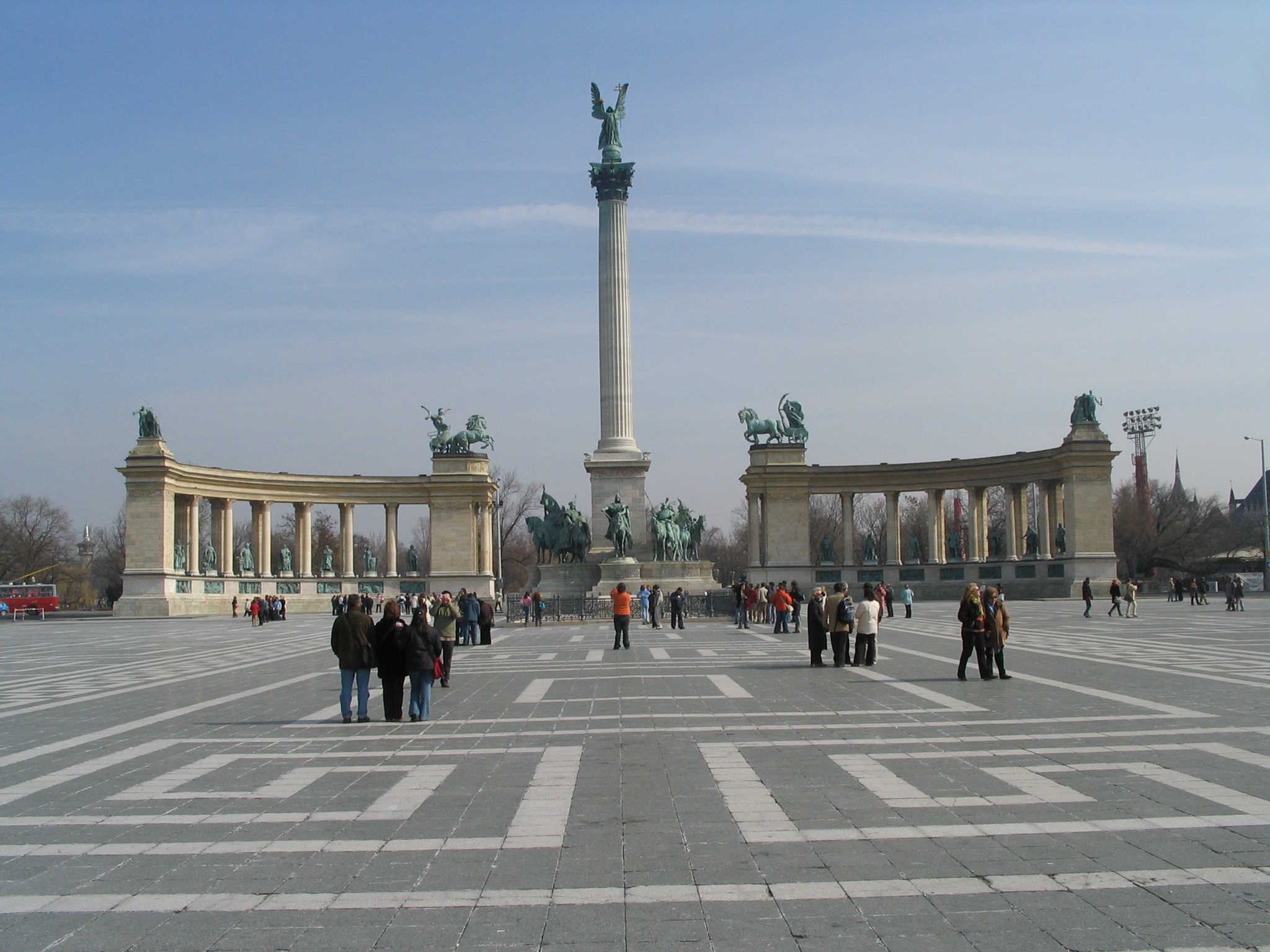
Het millenniummonument op het Heldenplein

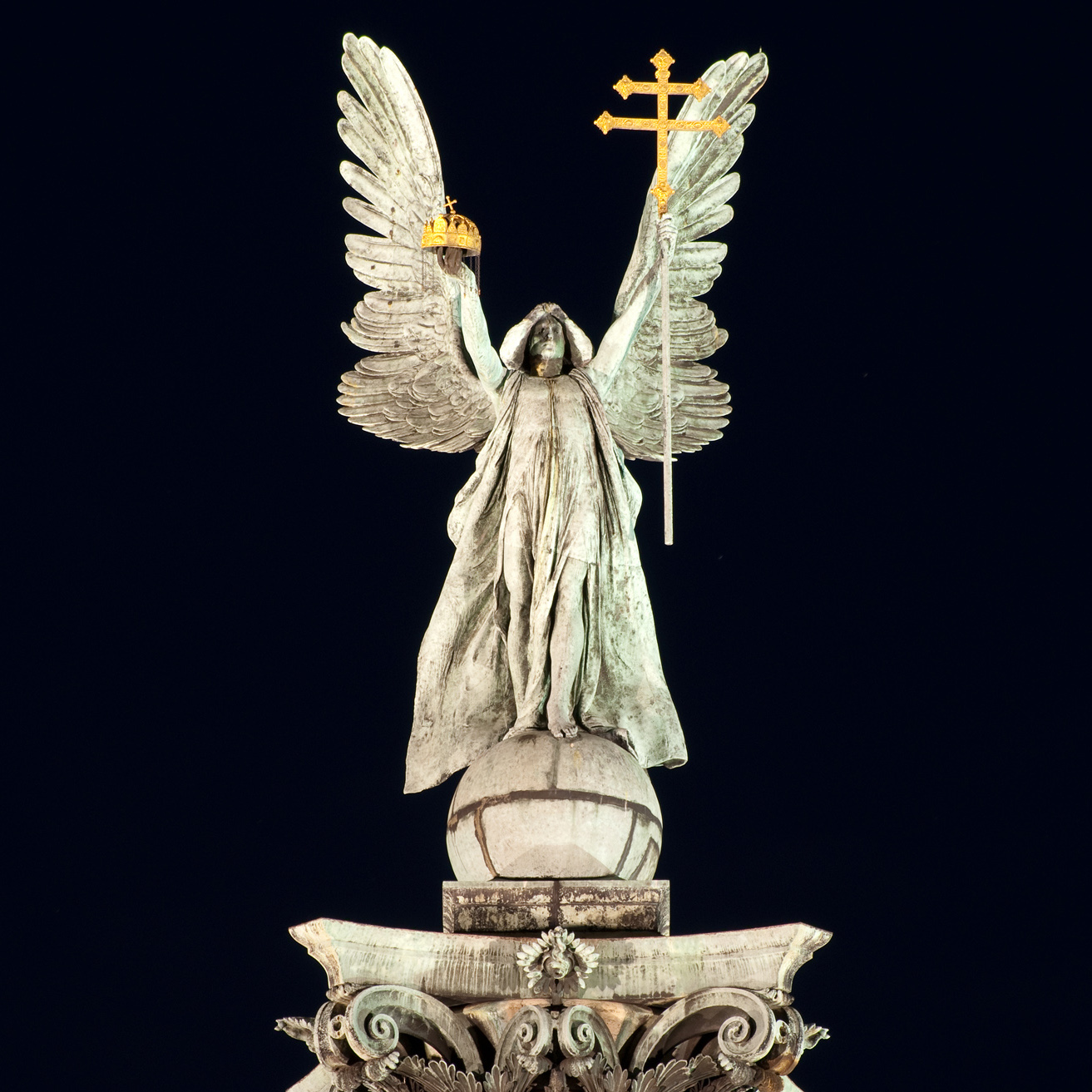
Beeld van de aartsengel Gabriel bij nacht

Het Heldenplein (Hősök tere) is een plein in Boedapest, de hoofdstad van Hongarije. Het plein vormt de afsluiting van de Andrássyboulevard en de verbinding tussen de Dózsa György út en de Hungária körút.
Het plein werd vanaf 1896 aangelegd ter gelegenheid van de viering van de duizendste verjaardag van de Hongaarse "landname". Het plein wordt gedomineerd door het Millenniummonument. Aan weerszijden van het plein liggen het Museum voor Schone Kunsten en de Kunsthal. Beide gebouwen werden, evenals het monument, ontworpen door Albert Schickedanz. Achter het plein ligt het Stadspark (Városliget).
Het plein draagt sinds 1932 zijn huidige naam.
Jaarlijks wordt het plein omgebouwd tot een arena waarin de paardenraces Nemzeti Vágta worden gehouden.

## Millenniummonument
De bouw van het het Millenniummonument duurde van 1896 tot 1922. De beelden werden ontworpen door György Zala.
Het bestaat uit een 45 meter hoge zuil met op de top de aartsengel Gabriël, die een patriarchaal kruis en de Stefanskroon, beide in goud, vasthoudt. Dit zijn nationale symbolen van Hongarije. Voor deze zuil staat een groep ruiterstandbeelden van de zeven hoofdmannen van de Hongaren met aan het hoofd vorst Árpád. Hier bevindt zich ook het monument ter ere van de gevallenen uit de Vrijheidsoorlog van 1848-1849.
In een halve cirkel bevindt zich aan weerszijden van de zuil een zuilengalerij. Hierin staan standbeelden van beroemde Hongaren, de helden uit de Hongaarse geschiedenis. Onder ieder standbeeld is in een reliëf een belangrijke episode uit de geschiedenis van Hongarije weergegeven.
Oorspronkelijk stonden er in de zuilengalerijen veertien beelden van koningen, negen Hongaarse en vijf Habsburgse. Ten tijde van de Hongaarse Volksrepubliek werden de laatste vervangen door Hongaarse figuren.

### Beelden en reliëfs in de zuilengalerij
| Linker galerij | Linker galerij               | Linker galerij                                               |
| -------------- | ---------------------------- | ------------------------------------------------------------ |
| Afbeelding     | Naam                         | Reliëf                                                       |
|                | Stefanus I van Hongarije     | St. Stefan ontvangt de kroon van een afgezant van de Paus    |
|                | Ladislaus I van Hongarije    | Ladislaus verslaat de Kumanen                                |
|                | Koloman van Hongarije        | Koloman verbiedt de heksenverbrandingen                      |
|                | Andreas II van Hongarije     | Andreas leidt een kruistocht                                 |
|                | Béla IV van Hongarije        | Béla herbouwt het land na de invasie van de Mongolen         |
|                | Karel I Robert van Hongarije | Ladislaus IV verslaat Ottokar II in de slag op het Marchfeld |
|                | Lodewijk I van Hongarije     | Lodewijk I neemt Napels in                                   |

| Rechter galerij | Rechter galerij   | Rechter galerij                                |
| --------------- | ----------------- | ---------------------------------------------- |
| Afbeelding      | Naam              | Reliëf                                         |
|                 | Johannes Hunyadi  | De slag bij Nándorfehérvár                     |
|                 | Matthias Corvinus | Matthias met zijn protegées                    |
|                 | István Bocskai    | Hajdú soldaten verslaan de keizerlijke troepen |
|                 | Gabriël Bethlen   | Bethlen sluit een verdrag met Bohemen          |
|                 | Imre Thököly      | De Slag bij Szikszó                            |
|                 | Frans II Rákóczi  | Rákoczi keert terug uit Polen                  |
|                 | Lajos Kossuth     | Kossuth verenigt de boeren van de laagvlakte   |

## Imre Nagy
In juni 1989 kreeg de in 1958 door het communistische regime ter dood gebrachte leider van de Hongaarse Opstand van 1956, oud-premier Imre Nagy, eerherstel door een staatsbegrafenis op het Heldenplein, hierbij waren 250.000 mensen aanwezig. Deze plechtigheid werd door de staatstelevisie rechtstreeks uitgezonden.